# Municipio de Newtonia
El municipio de Newtonia (en inglés: Newtonia Township) es un municipio ubicado en el condado de Newton en el estado estadounidense de Misuri. En el año 2010 tenía una población de 788 habitantes y una densidad poblacional de 11,95 personas por km².

## Geografía
El municipio de Newtonia se encuentra ubicado en las coordenadas 36°52′11″N 94°9′23″O / 36.86972, -94.15639. Según la Oficina del Censo de los Estados Unidos, el municipio tiene una superficie total de 65.93 km², de la cual 65,9 km² corresponden a tierra firme y (0,05 %) 0,04 km² es agua.

## Demografía
Según el censo de 2010, había 788 personas residiendo en el municipio de Newtonia. La densidad de población era de 11,95 hab./km². De los 788 habitantes, el municipio de Newtonia estaba compuesto por el 91,62 % blancos, el 0,51 % eran afroamericanos, el 0,63 % eran amerindios, el 3,81 % eran asiáticos, el 0,51 % eran de otras razas y el 2,92 % eran de una mezcla de razas. Del total de la población el 2,66 % eran hispanos o latinos de cualquier raza.